# Klugea boreale
Klugea boreale is een rondwormensoort uit de familie van de Phanodermatidae.